# Арбузово (Крым)
Арбу́зово (до 1945 года Сталиншта́дт; укр.  Арбузове , крымскотат. Arbuzovo, Арбузово) — село в Первомайском районе Республики Крым, входит в состав Правдовского сельского поселения (согласно административно-территориальному делению Украины — Правдовского сельского совета Автономной Республики Крым).

## Население
| 2001 | 2014 |
| ---- | ---- |
| 292  | ↘165 |

Всеукраинская перепись 2001 года показала следующее распределение по носителям языка
| Язык             | Процент |
| ---------------- | ------- |
| русский          | 56.85   |
| крымскотатарский | 21.92   |
| украинский       | 19.86   |
| другие           | 0.34    |

### Динамика численности
- 1939 год — 223 чел.[9]
- 1989 год — 195 чел.[9]
- 2001 год — 292 чел.[10]
- 2009 год — 141 чел.[11]
- 2014 год — 165 чел.[12]

## Современное состояние
На 2016 год в Арбузово числится 2 улицы — Мичурина и Первомайская; на 2009 год, по данным сельсовета, село занимало площадь 34 гектара, на которой в 72 дворах проживал 141 человек. Действубт сельский клуб, фельдшерско-акушерский пункт

## География
Арбузово — село в севере района, у границы с Раздольненский районом, высота центра села над уровнем моря — 20 м. Ближайшие сёла — Макаровка в 4 км на юго-восток, Правда в 1,5 км на север и Матвеевка в 1,5 км на запад. Расстояние до райцентра — около 7 километров (по шоссе), ближайшая железнодорожная станция — Воинка (на линии Джанкой — Армянск) — примерно 20 километров. Транспортное сообщение осуществляется по региональной автодороге 35Н-395 от шоссе Первомайское — Правда (по украинской классификации — С-0-11010).

## История
Еврейские переселенческие участки № 121 и 122 были образованы, видимо, на рубеже 1930-х годов (поскольку впервые отмечены на карте по состоянию на 1931 год), в составе ещё Джанкойского района и вскоре получили имена Сталинвег и Сталинштадт. Время объединения в один Сталинштадт пока не определено. После создания 30 октября 1930 Фрайдорфского (переименованного в 1944 году в Новосёловский) еврейского национального (лишённого статуса национального постановлением Оргбюро ЦК КПСС от 20 февраля 1939 года) района Сталинштадт включили в его состав, а после разукрупнения в 1935-м и образования также еврейского национального Лариндорфского (с 1944 — Первомайский), село переподчинили новому району. Видимо, в те годы был создан Сталинштадтский сельсовет, поскольку на 1940 год он уже существовал. По данным всесоюзная перепись населения 1939 года в селе проживало 223 человека. Вскоре после начала отечественной войны часть еврейского населения Крыма была эвакуирована, из оставшихся под оккупацией — большинство расстреляны ().
Указом Президиума Верховного Совета РСФСР от 21 августа 1945 года Сталинштадт был переименован в Арбузово и Сталинштадтский сельсовет — в Арбузовский. С 25 июня 1946 года Арбузово в составе Крымской области РСФСР, а 26 апреля 1954 года Крымская область была передана из состава РСФСР в состав УССР. Время упразднения сельсовета и включения в Правдовский пока не установлено: на 15 июня 1960 года село уже числилось в его составе. Указом Президиума Верховного Совета УССР «Об укрупнении сельских районов Крымской области», от 30 декабря 1962 года был упразднён Первомайский район и село присоединили к Красноперекопскому. 8 декабря 1966 года был восстановлен Первомайский район и село вернули в его состав. Указом Президиума Верховного Совета УССР «Об укрупнении сельских районов Крымской области», от 30 декабря 1962 года был упразднён Первомайский район и село присоединили к Красноперекопскому. 8 декабря 1966 года был восстановлен Первомайский район и село вернули в его состав.
Время упразднения сельсовета точно не известно, возможно, это произошло в свете указа «Об укрупнении сельских районов Крымской области» 1962 года, на 1968 год село уже было в составе Правдовского сельсовета. С 12 февраля 1991 года село в восстановленной Крымской АССР, 26 февраля 1992 года переименованной в Автономную Республику Крым. С 21 марта 2014 года в составе Крыма аннексировано Россией. По данным переписи 1989 года в селе проживало 195 человек.